# Correction optique de proximité
La correction optique de proximité (OPC, pour l'anglais optical proximity correction) est une technique d'amélioration de la photolithographie, communément utilisée en microélectronique, pour compenser les erreurs dues à la diffraction ou aux effets liés au procédé de fabrication.

## Domaine d'application
La nécessité des OPC se fait principalement ressentir pour la fabrication de dispositifs à base de semi-conducteurs en raison de la limitation de la lumière pour résoudre des motifs toujours plus fins sur les photomasques qui sont utilisés pour graver les couches de passivation des semi-conducteurs, et pour créer les blocs constituant des transistors et les autres éléments qui participent au fonctionnement des circuits intégrés. Ces images projetées apparaissent avec des irrégularités, telles que des coins arrondis et des lignes moins larges que celles présentes sur le dessin original. De telles distorsions altèrent de manière significative les propriétés électriques des éléments ainsi fabriqués si aucune technique de compensation des effets de la diffraction n'est employé. Les OPC anticipent les irrégularités de forme et de taille en appliquant des corrections sur les photomasques, qui reproduisent alors des motifs qui approchent plus précisément les motifs originellement souhaités.
Les deux applications les plus communes des OPC concernent l'homogénéisation des largeurs de lignes dans les environnements de densité différente (c'est-à-dire entre le centre et le bord d'un maillage ou entre une ligne isolée ou proche de plusieurs voisines), et le raccourcissement des fins de ligne (c'est-à-dire le chevauchement de la grille et de l'oxyde).
Pour les cas anciens, seuls des motifs d'assistance (lignes non résolues placées près de lignes résolues pour augmenter le contraste de ces dernières) ou de simples ajustements de largeur étaient appliqués aux motifs. Pour des cas plus récents, des "oreilles de Mickey" (sérifs ou têtes de marteaux) sont attachées aux fins de ligne dans le schéma. Les OPC ont un impact financier sur la fabrication de photomasques, car l'ajout de corrections OPC signifie également plus de configurations géométriques sensibles susceptibles de générer des défauts. De plus, la taille mémoire d'un schéma pour photomasque croit exponentiellement en utilisant des OPC.

## Principes

### Impact de la résolution: le facteurk1
La limite classique de résolution est donnée par le critère de Rayleigh comme {\displaystyle 0.61\lambda /NA,} où {\displaystyle NA} est l'ouverture numérique et {\displaystyle \lambda } la longueur d'onde de la source lumineuse. Il est courant de comparer la dimension minimum d'un motif par cette valeur, en définissant un paramètre, {\displaystyle k_{1},} de telle sorte que cette dimension soit égale à {\displaystyle k_{1}\lambda /NA.} Les motifs denses tels que {\displaystyle k_{1}<1} bénéficient moins des OPC qu'une structure isolée de la même taille. La raison vient du spectre de la fréquence spatiale des structures denses qui contient moins de composantes que celui des motifs isolés. Lorsque la distance séparant deux motifs diminue, un nombre plus important de composantes est tronqué par l'ouverture numérique, rendant plus difficile la modification des motifs dans la direction souhaitée.

### Impact de la cohérence spatiale
Le degré de cohérence d'une source lumineuse est déterminé par le rapport de son ouverture angulaire sur son ouverture numérique. Ce rapport est souvent appelé le facteur de cohérence partielle, ou {\displaystyle \sigma }. Il affecte également la qualité des motifs et donc l'application d'OPC. La longueur de cohérence dans le plan image est grossièrement donnée par {\displaystyle 0.5\lambda /(\sigma NA).} Deux points de l'image séparés d'une valeur supérieure à cette distance seront effectivement décorrélés, permettant une application plus simple des OPC. Cette valeur est en réalité proche du critère de Rayleigh pour des valeurs de {\displaystyle \sigma } proches de 1.

### Impact des expositions multiples
Alors que le facteur {\displaystyle k_{1}} a été progressivement réduit au cours des dernières générations technologiques, la nécessité d'anticiper pour générer des motifs sur circuit par de multiples expositions se fait plus pressante. Cette nouvelle approche va affecter l'application des OPC car il faudra prendre en compte la somme des intensités de chaque exposition. C'est notamment le cas pour la technique de complémentarité des photomasques, où les images d'un photomasque à décalage de phase et d'un photomasque binaire classique seront additionnées.

### Impact de la gravure multiple
Contrairement à l'exposition multiple de la même photorésine, la gravure multiple implique la déposition et la gravure de plusieurs couches de photorésine pour imprimer un même niveau du dispositif. Ceci permet d'utiliser des règles de dessin plus relâchées pour imprimer un même niveau. Selon l'appareil de photolithographie utilisé pour imager ces motifs dessinées avec des règles plus relâchées, les OPC seront différents. L'impression de motifs par gravure multiple pourrait devenir une technique assez en vogue pour les prochains nœuds technologiques. Une forme particulière d'impression par gravure multiple, utilisant des motifs sacrificiels, est actuellement le seul moyen démontré pour imprimer systématiquement des motifs de moins de 10 nm. La semi-période minimum correspond à l'épaisseur des motifs sacrificiels déposés.

## L'application des OPC aujourd'hui
Aujourd'hui, l'application des OPC se fait rarement sans l'utilisation de logiciels commerciaux de conception assistée par ordinateur pour l'électronique.
L'utilisation d'OPC n'est pas réduite aux motifs à faible {\displaystyle k_{1}} qui sont fréquemment rencontrés aujourd'hui, mais peut être appliquée à n'importe quel schéma de correction d'image qui peut être modelé précisément. Par exemple, la correction des effets de proximité pour la lithographie à faisceau d'électrons est incluse en automatique dans les logiciels commerciaux de lithographie à faisceau d'électrons. Depuis que de nombreux procédés non lithographiques ont leurs propres effets de proximité, c'est-à-dire le polissage chimico-mécanique ou la gravure au plasma, ces effets peuvent être assimilés aux OPC classiques.